# ديلانو أميس
ديلانو أميس (بالإنجليزية: Delano Ames)‏ (29 مايو 1906، ماونت فرنون في الولايات المتحدة - 1987، مدريد في إسبانيا)؛ روائي أمريكي. درس في جامعة كولومبيا.

## روابط خارجية
- ديلانو أميس على موقع IMDb (الإنجليزية)